# トラベリングスターズ
『トラベリングスターズ』は、HOOKSOFTより2015年8月28日に発売されたPC用18禁恋愛アドベンチャーゲーム。
2016年11月24日にGNソフトウェアよりPlayStation Vita版が発売された。

## ストーリー
ある日、人間界が異世界・サンサルネとつながってしまう。サンサルネは魔法文化が発展しており、人間界の少年・獅堂 相馬は人質としてこの地に飛ばされてしまう。ハイエルフのジルコニアに引き取られてから10年、相馬は人間界に帰還する。そこには、人間と異世界人とが手を取り合ってできた空中都市・アルティールがあり、相馬は交流の基点とするため新たに設立れた魔法学校に入学する。

## 登場人物

### 主人公
獅堂 相馬 （しどう そうま）
主人公。父親の意向により、10年ほど前にサンサルネに勝手に飛ばされ、ジルコニアに拾われて育った。現在はかものはし寮に居住。騎士協会に所属し、人間と亜人種の融和に努めている。
武器はミスリルソードを使用し、得意な魔法系統は水系統。スキルは契約した物を瞬時に召喚することができる。魔法に関しては亜人種には及ばないが、スキルとの組み合わせ次第ではレア相手でも勝てる。

### メインヒロイン
桜海 紗彩 （おうみ さあや）
声 - よもぎすふれ
相馬が人間界にいた頃の幼馴染。当時からサヤ、ソウと呼び合っており、男勝りな性格のため、相馬は女の子としてみていなかった。中学では剣道部に所属し、全国大会でも優勝できるほどの腕前だったが、右腕を骨折したあとは剣道を辞め、逃げるようにアルディールに来た。初めてアルディールに来たときに転送装置の事故で川に転落して以来、水難の気がある。
武器はブロードソードを使用。魔法はあまり得意ではないが、剣の腕では獣人相手でも本気を出させなければ互角程度に戦えるほど。スキルは魔法、スキル問わずに全てを無効化する。その為、魔法を得意とする亜人種（特にレア）には非常に恐れられている。
ジルコニア＝シルヴァトーレ
声 - 上田朱音
ハイエルフの女の子。10年前にサンサルネに飛ばされてきた相馬を引き取って育ててきた。その頃からソウくんと呼んで溺愛していて過剰なスキンシップを取る。困ってる人を放っておけない性格で、アルティールの商店街でも人気がある。100年以上生きているが、年齢について触れると笑顔で怒る。部屋はエルフらしく、植物が多く中央に大木が植えてある。
得意な魔法系統は風で、薬品調合の腕も高い。エルフの特性として植物から魔力を供給する事ができる。
クロエ＝ド＝プレリューネ
声 - 松井彩夏
吸血鬼の少女で、 ツンデレ。一般に知られる吸血鬼と違って日中でも活動ができるデイウォーカーだが、体力はなくなる。また、吸血行為は愛情表現でもある為、滅多にしない。部屋は吸血鬼らしく薄暗く、棺桶の中で寝る。実際は睡眠は取らなくても良いのだが、魔力回復のためには棺桶で眠るのが一番効率が良い為である。妹のりんねには大変甘く、妹を傷つける者には容赦しない。
得意な魔法系統は炎で闇属性も融合できる。吸血鬼の特性として身体能力も亜人種の中でも最強レベル。
イライザ＝ローゼス＝クロフォード
声 - 早乙女綾
英国出身の魔女。愛称はリズ。家系として代々魔力を持っており、その関係でアルティールに留学してきた。初対面で相馬に無礼な事をされたので喧嘩になるも、その後はじめての友達になってくれたので、好意を寄せるようになる。その為、アルティールの別荘を引き払ってかものはし寮に移り住む。寮はフィンとレアが引っ越してきた時点で空き部屋が無かったが、レアに部屋を譲ってもらった。
得意な魔法系統は風で水と融合させて氷を操れる。スキルはサイコキネシス。箒での飛行はこのスキルで行っているが、魔力で飛んでいるわけではないので本人としては不満。
フィン＝シェアード
声 - 藤森ゆき奈
天使の少女。サンサルネでは神子として神からの神託を与えてきたが、その神からの神託で人間界にやってきた。しかし、幼い頃から神の神託に従って生きていた為、自分では何をしていいか全くわからず困っていた所、相馬に道を示してもらった事からお兄さんと呼んで懐くようになる。その後は騎士協会の一角で相談所を開く。
得意な魔法系統等は使用するシーンが無いため不明。
レア＝シェリング＝フォン＝ヴォルフスブルク
声 - 木ノ下やや
悪魔の女の子。地水火風の四天王を部下にしている。悪魔族では王の娘として生まれたが、吸血鬼との争いに敗れて政権を失ったため、政権奪回を目指している。その様子を住人に通報されて相馬と戦いになるが、軽くあしらわれて金平糖で懐柔されてしまい、以来相馬を仲間にしようとしている。その後、かものはし寮に引っ越してくるが、イライザの為に部屋を譲り、屋根裏部屋に住んでいる。人間界に来て以来、オタク趣味に目覚めてしまい、部屋はフィギュアやタペストリーであふれている。
得意な魔法系統等は土でゴーレムを操作して戦う。意思持つ魔法「アンティーク・ベルセルク」を解放すると数十体のゴーレムをまとめて操作できる。

### サブキャラクター
ロコ＝ミーシャ
声 - 桜川未央
レアとフィンのクラスメイトであるネコ耳少女で、複数のバイトを掛け持ちして生活している。
魔法は苦手だが、身体能力は高い。フタタビと言う植物で本気を出せば紗彩を上回るが、それがないと危ないらしい。
天谷 りんね （あまや りんね）
声 - 赤井リア
クロエの妹。朝に弱いクロエの身の回りの世話をしている。お姉さまと呼んではいるが、クロエの本当の妹ではなく、サンサルネに事故で迷い込んだ人間である。

## スタッフ
- キャラクターデザイン・原画 - 松下まかこ、鈴平ひろ、たかやKi、うおぬまゆう、桐島千夜（モンスターデザイン）
- SD原画 - なえなえ
- シナリオ - 桜城なお、羽凪華、egk、夢我野迷々
- プロデューサー - 亜佐美晶
- ディレクター - ELMA
- CGチーフ - トン☆ヌラ
- 音楽 - Sound Studio B

## 制作
本作はHOOKSOFTにとって初めての現代ファンタジー作品である。

## 主題歌
オープニングテーマ『君と世界と物語』
作詞 - 藤本スミレ / 作曲・編曲 - 松浦貴雄 / 歌 - 橋本みゆき＆霜月はるか
挿入歌『melody』
作詞 - 藤本スミレ / 作曲・編曲 - 松浦貴雄 / 歌 - maimie